# Bobby Orr Trophy
Die Bobby Orr Trophy ist eine Trophäe der Ontario Hockey League (OHL) für das Team, das sich über die Play-offs als Sieger der Eastern Conference für das Finale um den J. Ross Robertson Cup qualifiziert. Zur Saison 1998/99, in der die beiden neuen Conferences eingeführt wurden, wurde die Trophäe in der OHL erstmals vergeben. Namensgeber ist Bobby Orr.

## Gewinner
| Saison  | Team                             |
| ------- | -------------------------------- |
| 2024/25 | Oshawa Generals                  |
| 2023/24 | Oshawa Generals                  |
| 2022/23 | Peterborough Petes               |
| 2021/22 | Hamilton Bulldogs                |
| 2020/21 | nicht vergeben                   |
| 2019/20 | nicht vergeben                   |
| 2018/19 | Ottawa 67’s                      |
| 2017/18 | Hamilton Bulldogs                |
| 2016/17 | Mississauga Steelheads           |
| 2015/16 | Niagara IceDogs                  |
| 2014/15 | Oshawa Generals                  |
| 2013/14 | North Bay Battalion              |
| 2012/13 | Barrie Colts                     |
| 2011/12 | Niagara IceDogs                  |
| 2010/11 | Mississauga St. Michael’s Majors |
| 2009/10 | Barrie Colts                     |
| 2008/09 | Brampton Battalion               |
| 2007/08 | Belleville Bulls                 |
| 2006/07 | Sudbury Wolves                   |
| 2005/06 | Peterborough Petes               |
| 2004/05 | Ottawa 67’s                      |
| 2003/04 | Mississauga IceDogs              |
| 2002/03 | Ottawa 67’s                      |
| 2001/02 | Barrie Colts                     |
| 2000/01 | Ottawa 67’s                      |
| 1999/00 | Barrie Colts                     |
| 1998/99 | Belleville Bulls                 |

## Quelle
- Ontario Hockey League Media Information Guide 2010–2011, S. 127